# Szaren Haskel
Szaren Haskel, Sharren Haskel (hebr.: שרן השכל, ; ur. 3 kwietnia 1984 w Toronto) – izraelska działaczka społeczna i polityk, od 2015 poseł do Knesetu z listy Likudu.

## Życiorys
Urodziła się 3 kwietnia 1984 w kanadyjskim Toronto. W 1985 jej rodzina wyemigrowała do Izraela. Służbę wojskową zakończyła w stopniu sierżanta (1SG).
W wyborach parlamentarnych w marcu 2015 bezskutecznie kandydowała do izraelskiego parlamentu z listy Likudu, jednak w składzie w dwudziestego Knesetu znalazła się już 27 sierpnia, po rezygnacji Danny’ego Danona.

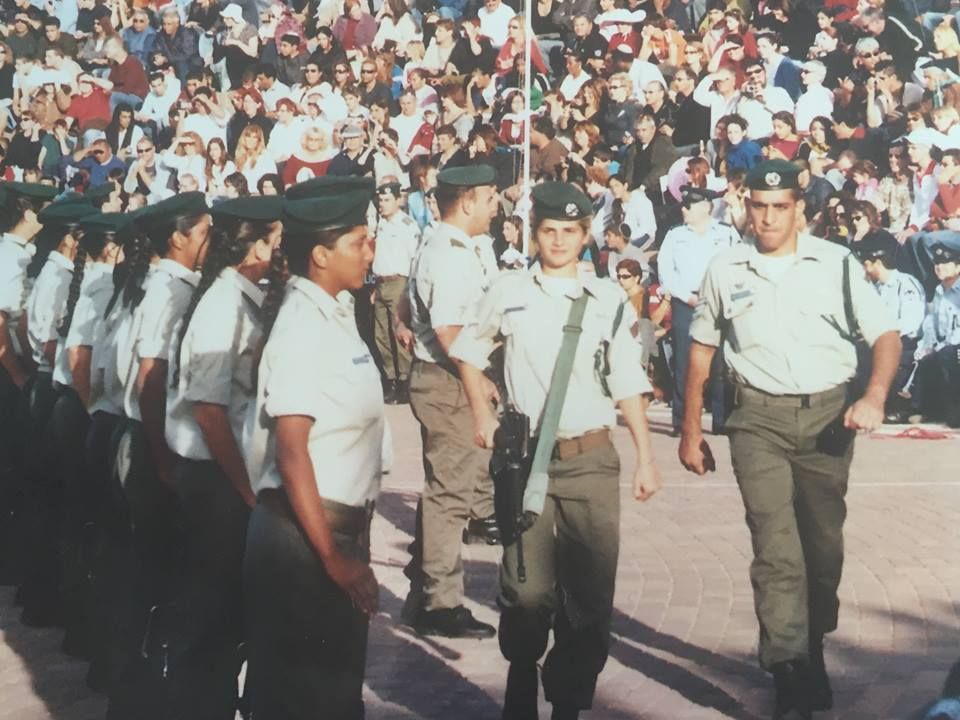
Haskel jako sierżant IDF (2004)

Podczas swojej pierwszej kadencji w parlamencie zasiadała w komisjach: spraw zagranicznych i obrony; spraw wewnętrznych i środowiska oraz nauki i technologii, a także w komisjach specjalnych ds. nadużywania alkoholu i narkotyków; petycji publicznych oraz dostępu do informacji publicznej i transparentności. Była także członkiem podkomisji ds. kosmosu oraz zaawansowanych technologii i energii odnawialnej, przewodniczyła kilku parlamentarnych lobby oraz międzyparlamentarnym grupom – izraelsko-tadżyckiej i izraelsko-chilijskiej. Działała na rzecz ochrony środowiska i praw zwierząt. Opowiada się za depenalizacją posiadania marihuany oraz wprowadzenia marihuany leczniczej.
W wyborach w kwietniu 2019 uzyskała reelekcję.
Jest mężatką.